# Lunar Leeper
Lunar Leeper, o anche Lunar Leepers nella versione Apple, è un videogioco pubblicato nel 1981-1983 per i computer Apple II, Atari 8-bit, Commodore 64 e Commodore VIC-20 dalla Sierra On-Line con l'etichetta SierraVision. È uno sparatutto a scorrimento ambientato sul paesaggio lunare del pianeta Opthamalia, dove i principali nemici sono i Leeper (presumibilmente una storpiatura di leaper, "saltatore"), mostri con due lunghe gambe, un solo occhio e un grande becco sopra la testa. Un Leeper riapparve come conduttore del gioco educativo della Sierra Learning with Leeper.

## Modalità di gioco
Il giocatore pilota un'astronave con visuale di lato e scorrimento orizzontale in entrambi i sensi. L'astronave, simile a un disco volante, può muoversi liberamente in tutte le direzioni, ma con inerzia e con carburante limitato. Può sparare raggi in orizzontale nella direzione di movimento. Ogni livello è composto da due fasi distinte.
Nella prima fase il giocatore deve salvare degli uomini dispersi sulla superficie piatta del pianeta, trasportandoli uno alla volta appesi all'astronave fino a depositarli sugli altopiani situati alle due estremità dell'area di gioco. Sulla superficie si aggirano anche i Leeper, in grado di fare grandi salti e divorare gli uomini o l'astronave stessa. Quando sta per finire il carburante appare una stazione di ricarica vicino agli altopiani. La fase termina quando tutti gli uomini sono stati salvati o uccisi, oppure quando tutti i Leeper sono stati distrutti, ma si ottengono punti bonus in proporzione ai Leeper sopravvissuti.
La seconda fase avviene in una caverna, da attraversare verso destra fino a raggiungere un occhio gigante che è l'obiettivo da distruggere. In questo caso bisogna evitare le pareti rocciose e affrontare creature volanti chiamate Trabant, simili a occhi più piccoli, e postazioni laser. Bisogna inoltre farsi bastare il carburante perché non ci sono possibilità di ricarica.